# Calodesma niepelti
Calodesma niepelti är en fjärilsart som beskrevs av Erich Martin Hering 1928. Calodesma niepelti ingår i släktet Calodesma och familjen björnspinnare. Inga underarter finns listade i Catalogue of Life.